# 2001 en Guinée
1999 en Guinée - 2000 en Guinée - 2001 en Guinée - 2002 en Guinée - 2003 en Guinée
 1999 par pays en Afrique - 2000 par pays en Afrique - 2001 par pays en Afrique - 2002 par pays en Afrique - 2003 par pays en Afrique 

## Chronologie
- 2001 : création de CBK.

### Février
- février 2001 : L'armée guinéenne reprend la ville de Guéckédou de l'incursion rebelle de 27 novembre 2000 via Tékoulo.

### Juin
- juin 2001 : Le footballeur guinéen Mohamed Ofei Sylla prend sa retrait.

### Octobre
- octobre 2001 : Robert Sarah est nommée par le pape Jean-Paul II à la curie comme secrétaire de la Congrégation pour l'évangélisation des peuples.

### Novembre
- 11 décembre 2001 : élection pour le Référendum constitutionnel guinéen de 2001

### Décembre
- décembre 2001 : Création de la Société des eaux de Guinée